# NGC 2169
NGC 2169 je otvoreni skup u zviježđu Orionu. 

## Vanjske poveznice
- SEDS: NGC 2169